# عملية أرض العجائب
عملية أرض العجائب - فوندرلاند - (بالألمانية: Unternehmen Wunderland)‏ عملية واسعة النطاق نفذت في صيف عام 1942 من قبل سلاح البحرية الألمانية في مياه طريق البحر الشمالي بالقرب من المحيط المتجمد الشمالي. علم الألمان أن العديد من سفن البحرية السوفيتية قد لجأت إلى بحر كارا في أقصى الشمال بسبب الحماية التي توفرها حزم الجليد خلال 10 أشهر من العام.

## تاريخ
في صيف العام 1942 توجهت مجموعة من القوات البحرية الألمانية مكونة من مدمرات وغواصات وسفن حربية إلى بحر بارنتس مستهدفة البحث عن أي قوات بحرية سوفيتية.

### بحر كارا
بعد فترة قصيرة من دخول بحر بارنتس قام الأسطول الألماني بدخول بحر كارا الذي كان خاليًا إلى حد ما من الجليد خلال الصيف القصير. في اليوم التالي، طارت طائرة أرادو هارون 196 المائية على متن سفينة الأدميرال شير إلى جزيرة كرافكوفا في جزر منى ورأت ثلاث مجموعات من السفن السوفيتية هناك، بما في ذلك كاسحات الجليد كراسين ولينين. منع الضباب والجليد السفن الحربية الألمانية من الاقتراب. عندما وصلوا إلى جزر منى، كانت قد اختفت السفن الروسية. ثم استدارت سفينة الأدميرال شير إلى الشمال الشرقي وتوجهت نحو أرخبيل نوردنسكولد.
في 24 آب من ذات العام، رصدت الغواصة الألمانية U-601 الباخرة السوفيتية كويبايشيف وأغرقتها مباشرة. في اليوم التالي، اشتبكت سفينة الأدميرال شير مع كاسحة الجليد السوفيتية سيبيرياكوف (تحت قيادة الكابتن أناتولي كاشارافا) قبالة الساحل الشمالي الغربي لجزيرة روسكي في الطرف الشمالي من أرخبيل نوردينسكولد. وفي معركة غير متكافئة قامت السفينة الروسية بالمقاومة حتى تم إغراقها.
عادت المدمرة الأدميرال شير إلى جزر منى، لكنها لم تجد أي سفن سوفيتية أخرى، فأبحرت مرة أخرى إلى أرخبيل نوردنسكولد، لمحاولة قطع طريقين للقوافل البحرية من مضيق فيلكيتسكي. نظرًا لعدم تمكنها من العثور على أي سفن حربية سوفيتية، اتجهت الأدميرال شير جنوب شرق نحو جزيرة ديكسون لمهاجمة منشآت السوفييت العسكرية. تسببت مدفعيات الأدميرال شير القوية في تدمير عشوائي للشاطئ في ديكسون وألحقت أضرارًا بالغة بالسفن ديزنيف وريفولوتسيونر الراسية في الميناء. في 30 آب، عادت الأدميرال شير إلى نارفيك.  
في 8 أيلول، ظهرت الغواصة الألمانية U-251 بالقرب من جزيرة أويدينينيا ودمرت محطة أرصاد جوية سوفيتية بإطلاق النار مباشرة من الأسلحة المركبة على سطح الغواصة.

### بحر بارنتس
في خضم المواجهات البحرية المتفرقة بين الأسطولين النازي والسوفيتي في بحر بارنتس، غرقت الغواصة U-209، بعد اشتباكها مع القافلة البحرية العسكرية التابعة لجهاز المخابرات السوفياتي والمؤلفة من عدة قطع بحرية عسكرية. يبدو أنه كان هناك 328 سجينًا سياسيًا في تلك القافلة، حيث قُتل منهم 305 رجالًا بنيران المدفعية أو الغرق. في هذه الأثناء حاولت الغواصة U-456 إغراق كاسحة الجليد السوفيتية ليتكه قبالة بيلوشيا جوبا بطوربيدات لكنها لم تنجح. كما ظهرت الغواصات U-255 وU-209 وقصفت أهدافًا سوفيتية في موقع رأس زيلينا وكودوفاريكا في 25 و28 آب على التوالي.

## نتيجة العملية
كانت عملية فوندرلاند ناجحة إلى حد ما. ولكن بسبب الظروف الجوية السيئة ووفرة الجليد الطافي، لم تغامر السفن المشاركة في عملية فوندرلاند خارج مضيق فيلكيتسكي. لذلك، أثرت حملة الأسطول البحري الألماني فقط على بحر بارنتس وبحر كارا. بحلول منتصف أيلول، كان لا بد من إيقاف تلك العملية بسبب تجمد سطح البحر وتشكل حزم الجليد السميك، خاصة في بحر كارا، الذي لم يتأثر بالتيارات الأطلسية الأكثر دفئًا والذي كان يتجمد سريعا ويعيق الحركة البحرية.